# SSC Rostock 07
Der Schachsportclub Rostock 07 ist ein Schachverein in der Stadt Rostock in Mecklenburg-Vorpommern. Er geht zurück auf die Schachabteilung der BSG Schiffahrt/Hafen Rostock, aus deren Nachfolgeverein die Schachsportler zunächst 1998 zum Polizei SV Rostock wechselten, bevor sie sich im April 2007 in Form eines eigenständigen Vereins organisierten.
Die erste Mannschaft des Vereins spielte in den Spielzeiten von 2007/2008 bis 2009/2010 in der Nord-Staffel der Oberliga Nord. Mit dem Staffelsieg In der Saison 2009/2010 gelang der Aufstieg in die Nord-Staffel der 2. Schachbundesliga, in welcher der Verein in den Spielzeiten von 2010/2011 bis 2013/2014 aktiv war. Nach dem ersten Platz in der Saison 2013/2014 folgte der Aufstieg in die Schachbundesliga, aus welcher die Mannschaft nach der Spielzeit 2014/2015 allerdings sofort wieder abstieg. Der Verein beendete die folgende Saison 2015/2016 in der 2. Schachbundesliga Nord zwar auf dem zweiten Platz, zog die Mannschaft aufgrund einer sportlichen Neuausrichtung jedoch freiwillig in die Oberliga zurück. Aus dieser stieg die erste Mannschaft nach der Saison 2016/2017 in die Verbandsliga Mecklenburg-Vorpommern und damit aus den überregionalen Ligen in den Spielbetrieb des Landesschachverbandes Mecklenburg-Vorpommern ab, an dem auch die weiteren Mannschaften des Vereins teilnehmen.
Der Verein beziehungsweise der PSV Rostock als Vorgängerverein organisiert seit 2002 mit dem Internationalen Rostocker Schach-Open (2002 bis 2006: PSV-Open, seit 2007: SSC-Open) das größte und am stärksten besetzte offene Schachturnier in Mecklenburg-Vorpommern. Zu den Spielern des Vereins zählten oder zählen unter anderem die Großmeister Stellan Brynell und Jacek Tomczak sowie die Internationalen Meister Hans-Ulrich Grünberg und Marcin Szeląg.